# Bannay (Marne)
Bannay település Franciaországban, Marne megyében. Lakosainak száma 23 fő (2022. január 1.). Bannay Fromentières, Baye, Corfélix, Talus-Saint-Prix és Le Thoult-Trosnay községekkel határos.

## Népesség
A település népességének változása:
| Lakosok száma | 26   | 20   | 26   | 23   | 13   | 17   | 19   | 20   | 21   | 23   |
|               | 1968 | 1982 | 1990 | 2006 | 2013 | 2015 | 2017 | 2019 | 2020 | 2022 |